# محمدعلی وکیلی
محمدعلی وکیلی (متولد ۱۳۴۴ در یاسوج)، سیاستمدار اصلاح طلب، نماینده سابق مردم تهران، ری، شمیرانات، اسلامشهر و پردیس  در دهمین دوره مجلس شورای اسلامی و صاحب امتیاز و مدیر مسئول روزنامه ابتکار است. او از اعضای ائتلاف سی نفره اصلاح طلبان و حامیان دولت یازدهم از حوزهٔ انتخاباتی تهران برای دهمین دوره انتخابات مجلس بود. همه اعضای این ائتلاف در دور اول کرسی‌های سی‌گانه مجلس تهران را به‌دست آوردند.
مناظره وی با محمدصادق شهبازی در برنامه تلویزیونی بالاتر مورخ ۱۰ دی ۱۴۰۲ بسیار مورد توجه رسانه ها و مردم قرار گرفت.

## سوابق کاری و تحصیلی
در دهمین دوره انتخابات مجلس شورای اسلامی، محمدعلی وکیلی، در لیست سی نفرهٔ ائتلاف فراگیر اصلاح طلبان: گام دوم در تهران حضور داشت و توانست با کسب ۱٬۱۶۳٬۰۵۲ رأی، در رتبهٔ هیجدهم تهران، وارد مجلس دهم شود.
در ۱۱ خرداد ۱۳۹۵، محمدعلی وکیلی با کسب ۱۲۴ رای به عنوان دبیر به عضویت هیئت رئیسه مجلس دهم درآمد.
تحصیلات وکیلی به گفته خودش دکترای کلام و فلسفه، دکترای علوم سیاسی و خارج فقه و اصول است. او سوابق اجرایی مانند سرپرست نهاد رهبری در دانشگاه‌های خوزستان، مدیریت فرهنگی نهاد رهبری در دانشگاه‌های کشور در دوره اصلاحات و همچنین رئیس انجمن مدیران روزنامه‌های غیردولتی ایران، مدیرمسئول و صاحب امتیاز روزنامه‌های ابتکار، ابتکار جنوب و ابتکار کیش و سردبیر روزنامه صدای عدالت را داراست.

## اتهام رانت شغلی فرزندان
در جریان کمپین «فرزندت کجاست» که برای پاسخگو کردن مقامات پیرامون شغل فرزندانشان راه اندازی شده بود وکیلی طی توییتی ادعا کرد که که یک فرزندش «هادی» ۷ سال است که کارمند یک شرکت است و «مهدی» پسر دیگرش نیز بدون اشتغال در یک جای دولتی سردبیر روزنامه ابتکار و دخترش «راضیه» نیز لیسانس و بیکار است. اما رسانه‌ها اطلاعاتی را منتشر کردند که با این ادعاها در تناقض بود.
در مرداد ۱۳۹۶ منابع خبری وکیلی را تلویحاً به سوءاستفاده از قدرت و رانت در استخدام فرزندان خود مهدی وکیلی (در سال ۹۶، ۲۶ ساله) به مدیر عاملی کاوشگران آتیه صبا (وابسته به سازمان بازنشستگی کشوری و وزارت تعاون) و پسر بزرگ او (در سال ۹۶، ۲۹ ساله) به عضویت هیئت‌مدیره دوده صنعتی پارس متهم کردند.
او در مصاحبه با روزنامه شرق با عدم تأیید استخدام فرزندانش به سمت‌های مدیریتی در این شرکت‌های دولتی، طرح این اخبار را توطئه علیه خودش دانست.
وکیلی با اشاره به عدم اطلاع از موضوع و تأکید بر مغرضانه بودن اتهامات نسبت داده شده افزود که کار فرزندانش کارمندی ساده بوده و آن‌ها پست‌های مدیریتی نگرفته‌اند. وکیلی گفت شرکت کاوشگران آتیه صبا یک شرکت "کاغذی" بوده و کارکرد واقعی نداشته‌است. او اظهار می‌کند که از فرزندانش خواسته از مشاغل مورد اتهام استعفا کنند.
ولی آذروش مدیر عامل شرکت سرمایه‌گذاری آتیه صبا بعداً اعلام کرد مهدی وکیلی از هیئت مدیره شرکت کاوشگران آتیه صبا استعفا کرده و این شرکت منحل خواهد شد.
او اظهار کرد "کاغذی" بودن این شرکت به معنی "حیاط خلوت" بودن آن نیست بلکه این شرکت ۴ نفر پرسنل داشته و شرکت مطالعاتی کوچکی بوده‌است و از این جهت توسط محمدعلی وکیلی "کاغذی" خطاب شده‌است.
ادعای بیکار بودن دختر وی نیز با انتشار اسامی افرادی که از طرح ترافیک خبرنگاری استفاده می‌کردند زیر سؤال رفت.وکیلی در توییت دیگری از شهرداری خواست به‌دلیل اینکه دخترش پس از ازدواج همکاری خود را با روزنامه ابتکار قطع کرد طرح ترافیک وی را باطل کنند.هر چند که کاربری دیگر در توییتر که مدعی بود مدتی در روزنامه ابتکار کار می کرده اساساً خبرنگار بود دختر وی و فعالیت رسانه ای او را انکار کرده . دختر او ضمن انکه به عنوان خبرنگار روزنامه ابتکار معرفی شده بوده، بنا به اعلام «علی پیرحسینلو»، مسئول طرح ترافیک خبرنگاری ؛ از بیمه خبرنگاری نیز بهره مند بوده‌است.